# Pie Geelen
Pieke Geelen, detto Pie (Nimega, 20 ottobre 1972), è un ex nuotatore olandese.
Specialista dello stile libero, nel 1996 ha partecipato alle Olimpiadi di Atlanta giungendo al quinto posto nella finale della staffetta 4x100 m sl insieme ai connazionali Mark Veens, Martin van der Spoel e Pieter van den Hoogenband.